# Cynthia Mosley
Cynthia Blanche Mosley, surnommée Cimmie, née Curzon le 23 août 1898 et décédée le 16 mai 1933, est une femme politique britannique d'origine anglo-américaine. C'est aussi la première épouse de Oswald Mosley, fondateur de la British Union of Fascists. Elle est elle-même membre du parlement britannique pour le Parti travailliste.

## Biographie

### Vie personnelle
Née Cynthia Blanche Curzon à Kedleston Hall, elle est la deuxième fille de George Curzon et de sa première épouse, Mary Victoria Leiter, une riche héritière américaine d'une chaîne de grands magasins : Levi Leiter (en), le grand-père maternel de Cynthia est l'un des associés de la maison Marshall Field's (en) de Chicago,. En tant que fille d'un comte (et plus tard d'un marquis), elle s'est appelée Lady Cynthia à partir de 1911,.
Durant la Première Guerre mondiale, elle travaille au Bureau de la guerre comme employée pour 30 schilling par semaine. Puis elle prend des cours pour devenir travailleuse sociale et exercer dans l'East End. Elle se rapproche d'Elinor Glynn, romancière à succès et ancienne maîtresse de son père à laquelle elle fait part de ses tendances « bolcheviques ».
Le 11 mai 1920, Cynthia épouse le politicien conservateur  à l'époque, Oswald Mosley. Son mariage fait l'objet d'un reportage filmé diffusé dans les cinémas,. En mars 1923, elle fait la couverture du magazine britannique consacré aux actualités de la haute société Country life (en).
Elle a eu trois enfants dont le romancier Nicholas Mosley, biographe de ses parents.[réf. nécessaire]
Pendant son mariage, la sœur cadette de Lady Cynthia, Lady Alexandra, devient une des maîtresses d'Oswald Mosley, tout comme, brièvement, leur belle-mère, Grace Curzon, marquise Curzon de Kedleston. Cette affaire est rendue publique en 1981, par la seconde épouse de Sir Mosley,.
Elle meurt en 1933, à 34 ans, des suites de l'opération d'une péritonite à Londres,.

### Carrière politique

#### Début de carrière
Cynthia et Oswald Mosley rejoignent le Parti travailliste en 1924. Elle fait alors partie des protégées de la députée féministe Nancy Astor qui souhaite voir davantage de femmes s'engager en politique. Elle est élue députée travailliste  de Stoke-on-Trent en 1929, tandis que son mari est élu député de Smethwick en 1926. Durant son mandat, elle se fait remarquer pour un discours sur le chômage et ses indemnités, dont le style impressionne le premier ministre Ramsay Mac Donald. Ses interventions resterons toutefois rares,.

#### Intervention en faveur de Léon Trosky
En septembre 1930, Lady Cynthia Mosley a envoyé une lettre au communiste bolchevik, Léon Trotsky, qu'elle admire beaucoup, après s'être envolée pour l'île turque de Büyükada, pour le rencontrer. En tant que députée travailliste de Stoke-on-Trent, Cynthia Mosley a tenté en vain d'amener le gouvernement travailliste britannique à offrir à Trotsky l'asile politique en Grande-Bretagne.
Trotsky a accepté de rencontrer Lady Cynthia par courtoisie et curiosité, mais il est devenu très méfiant lorsqu'elle a déclaré que son mari l'admirait également, car il trouve le jeune député très ambitieux. Trotsky a également critiqué Lady Cynthia pour la compagnie qu'elle a amenée avec elle à la réunion. En 1935, Trotsky a mentionné sa rencontre avec Lady Cynthia, n'exprimant aucune surprise dans la dérive fasciste de son mari à partir de 1932.

#### Départ du parti travailliste et fin de carrière politique
Frustré par la réponse du Parti travailliste au pouvoir face au taux de chômage élevé, Oswald Mosley forme le 1er mars 1931, le New Parti (en anglais : New Party), auquel sa femme adhère également,. Sa défection du Parti travailliste déplait au Premier ministre Ramsay MacDonald, qui lui écrit personnellement pour lui reprocher son choix.
Tous les candidats du Nouveau Parti aux élections de 1931 ont perdu leur siège ou n'ont pas réussi à gagner dans les circonscriptions, voyant à la place un gouvernement de coalition unifié qui rassemble les conservateurs, les libéraux et des dissidents travaillistes. Cynthia Mosley elle-même ne s'est pas présentée aux élections,. Dès lors, elle s'éloigne politiquement de son mari, n'ayant aucune sympathie pour le fascisme, dont il embrasse l'idéologie. Ceci met fin à son avenir en politique, les députées femmes ayant rarement la possibilité, avant la Seconde Guerre mondiale, de poursuivre une longue carrière d'élue,.

## Série télévisée
Dans la mini-série télévisée diffusée au Royaume-Uni en 1998, Mosley, l'actrice Jemma Redgrave joue le rôle de Cimmy.